# Alkoholdehydrogenase
 Der er for få eller ingen kildehenvisninger i denne artikel, hvilket er et problem. Du kan hjælpe ved at angive troværdige kilder til de påstande, som fremføres i artiklen.

Alkoholdehydrogenaserne (ADH) er en klasse af enzymer der katalyserer omdannelsen af alkoholer til aldehyder og ketoner. Menneskekroppen producerer mindst ni forskellige former for alkoholdehydrogenase, hvoraf de fleste findes i leveren, og andre i maven.
Hos mennesker omdanner enzymet bl.a. ethanol til ethanal:
CH3CH2OH + NAD+ → CH3CHO + NADH
Alkoholdehydrogenase produceres i leveren, og en forhøjet koncentration af ethanol forstærker ADH-produktionen.
Alkoholdehydrogenase er en modreaktion ved en overmættet dosis natriumcarbonat.